# Dienerella elegans
Dienerella elegans är en skalbaggsart som först beskrevs av Aubé 1850.  Dienerella elegans ingår i släktet Dienerella, och familjen mögelbaggar. Arten är reproducerande i Sverige.